# Caritas Slowakei
Die Slowakische Katholische Caritas, slowakisch Slovenská Katolícka Charita (SKCH), wurde 1927 gegründet und ist eine soziale Hilfsorganisation der römisch-katholischen Kirche mit Sitz in Bratislava. Sie ist Teil der Dachverbänden Caritas Internationalis und Caritas Europa.
Ihre Aufgabe ist die Bereitstellung von gemeinnützigen, sozialen, medizinischen und pädagogischen Diensten für Menschen in Not, unabhängig von Rasse, Religion und politischen Überzeugungen.
Zu den Aktivitäten gehören Bildung, Sonderschuleinrichtungen, soziale und medizinische Versorgung, Heimarbeit, Kinder, Jugendliche, Alleinerziehende, ältere und behinderte Menschen, Hospizarbeit, Hilfe für Migranten und Asylbewerber; ein besonderes Anliegen sind die Romafamilien.
Sie leistet humanitäre Hilfe und Entwicklungsarbeit im In- und Ausland.